# Apollo 7
Apollo 7 byl první uskutečněný pilotovaný let (11. října 1968 – 22. října 1968) v rámci programu Apollo, první americký let do vesmíru s tříčlennou posádkou, první pilotovaný let s použitím rakety Saturn 1B a první let americké kosmické lodi, ze kterého se uskutečnil přímý televizní přenos. V celkovém pořadí pilotovaných letů Země je veden na 24. místě.

## Posádka

### Základní posádka
- Walter Schirra (3) - velitel
- Donn Eisele (1) - pilot velitelského modulu
- Walter Cunningham (1) - pilot lunárního modulu, přestože lunární modul nebyl součástí mise

V závorkách je uveden dosavadní počet letů do vesmíru, včetně této mise.
Tato posádka předtím tvořila záložní posádku letu Apollo 1, který se neuskutečnil z důvodu tragické nehody během přípravy letu.

### Záložní posádka
- Thomas Stafford (2) - velitel
- John Young (2) - pilot velitelského modulu
- Eugene Cernan (1) - pilot lunárního modulu

V závorkách je uvedený dosavadní počet letů do vesmíru. 

## Průběh a výsledky mise Apollo 7

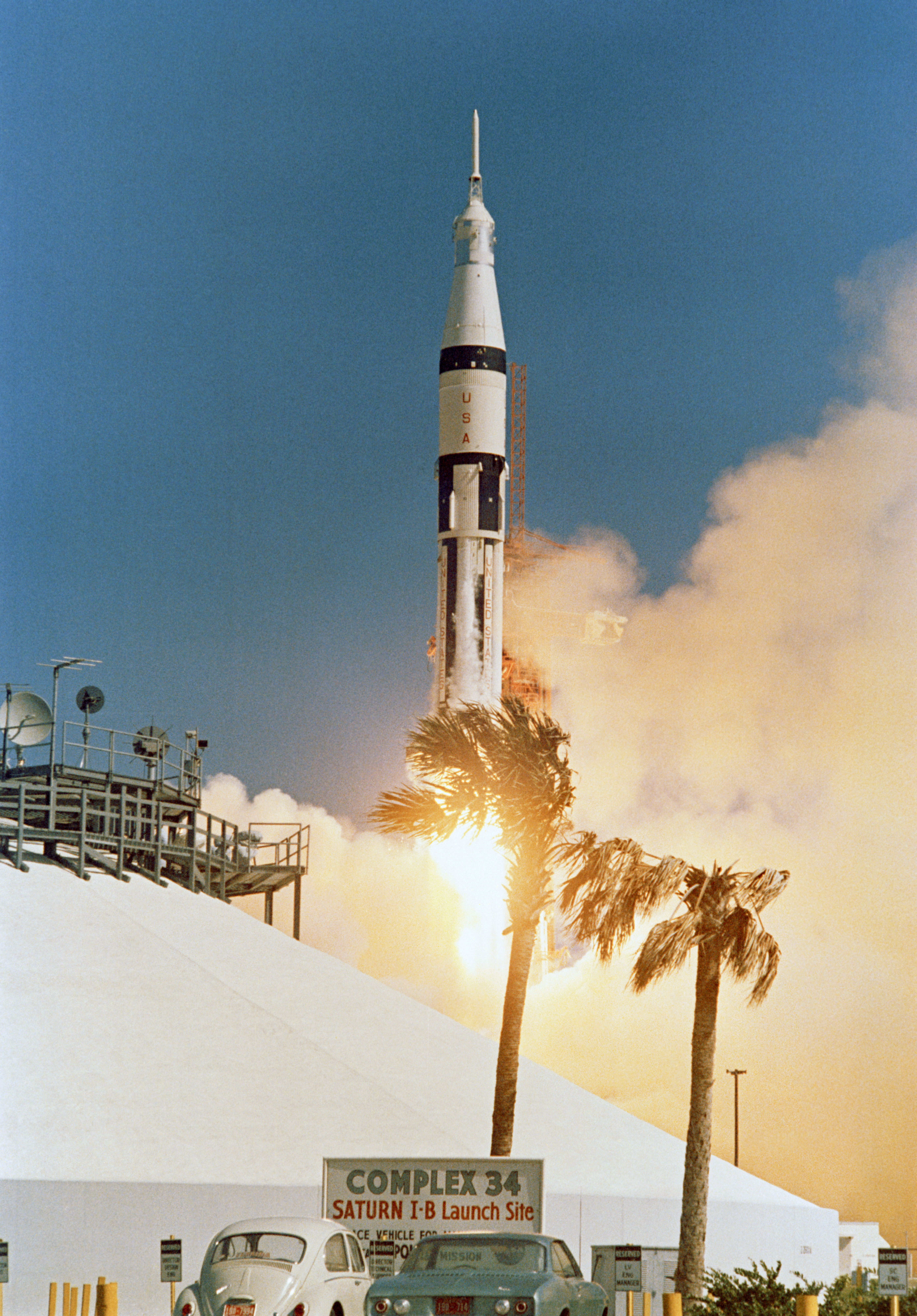
Start Apolla 7 (NASA)

Po tragickém konci projektu Apollo 1 na konci ledna 1967 znamenal pilotovaný let Apollo 7 pro NASA veliký úspěch. Apollo 7 byl vybaven CSM (servisním modulem), CM (velitelský modul) a třemi tunami pohonných hmot. První dva oběhy letěli spojeni s posledním stupněm nosné rakety Saturnu. Všechny hlavní systémy kosmické lodi pracovaly po dobu celého letu správně a ani jiné zásadnější technické potíže se neobjevily. S asi největšími problémy se tak potýkali členové posádky: jednotně si stěžovali na vysokokalorickou sušenou stravu, která se jim brzy přejedla, všichni tři se postupně nachladili, a navíc mezi nimi navzájem i personálem na zemi probíhaly menší hádky - kvůli nim NASA napříště žádného z nich nevybrala do hlavních posádek dalších misí a Apollo 7 tak pro ně znamenalo poslední vesmírný let.
Během letu plnila posádka řadu úkolů, především simulaci spojení s lunárním modulem a simulované navedení Apolla na dráhu kolem Měsíce. Kromě toho posádka uskutečnila vůbec poprvé živé televizní vysílání z vesmírné lodi. Celkem se uskutečnilo sedm krátkých televizních přenosů, které na Zemi zaznamenaly obrovský ohlas. Ze záznamu je vysílala i Československá televize. Hned po druhém přímém přenosu byli všichni tři kosmonauti jmenováni Americkým svazem televizních a rozhlasových umělců za jeho čestné členy.

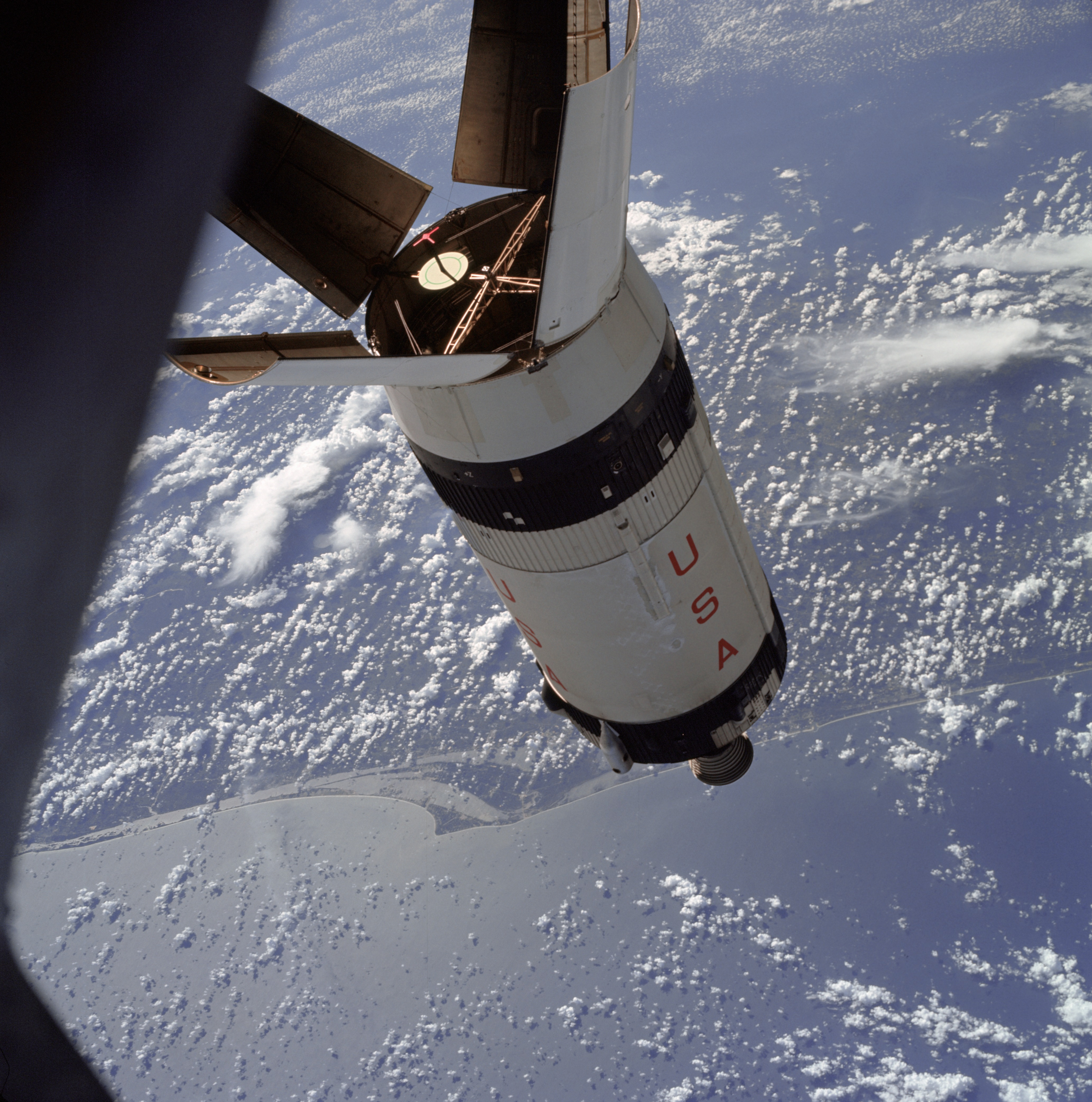
Apollo 7 SIV-B raketový stupeň (NASA)

Program Apolla 7 také obsahoval pět vědeckých experimentů:
- S005 - synoptická fotografie terénu. Posádka pořizovala snímky zemského povrchu, souše i moře, pro geologické, kartografické a oceánografické potřeby. Současně se vyhodnocovala vhodnost jednotlivých druhů fotografických materiálů;
- S006 - synoptická fotografie oblačnosti. Snímkování oblačných útvarů pro další rozvoj techniky družicové meteorologie.

Pro fotografické experimenty disponovala posádka 70mm kamerou Hasselblad se standardním objektivem 80 mm f/2,8 a dvěma kamerami Maurer 16 mm s měnitelnou rychlostí 1, 6, 12 a 24 obrázků za sekundu a s výměnnými bajonetovými objektivy 18 mm f/2 a širokoúhlým 5 mm f/2.
Další tři experimenty měly lékařský charakter:
- M006 - demineralizace kosti. Před a po letu byly pořízeny rentgenové snímky určitých kostí v těle kosmonautů. Z porovnání snímků se zjišťoval úbytek vápníku v těle;

- MOU - změny krevního obrazu před a po letu;

- M023 - systolický tlak, jeho změny z předletových hodnot, v důsledku změn funkce srdečního svalu.

## Návrat na Zemi
Při sestupu byla posádka podrobena přetížení pouze 3 g. Přistáli na hladině oceánu 22. října 1968 po poledni poblíž Bermudských ostrovů. Na palubu je vzala čekající loď USS Essex.

## Revizeprogramu Apollo
Úspěch Apolla 7 výrazně změnil plány NASA. Na schůzi nejvyšších činitelů NASA za předsednictví úřadujícího administrátora Dr. Paineho bylo 11. listopadu 1968 rozhodnuto, že další let, tj. pilotovaný let Apollo 8 poprvé zamíří i s posádkou k Měsíci. V původním harmonogramu projektu Apollo, kde mise Apollo 7 představovala bod C (pilotovaný let velitelského + servisního modulu na nízké oběžné dráze kolem Země), to reálně znamenalo, že budou vynechány body D a E a příští mise bude realizovat mírně modifikovanou variantu bodu F, tedy pilotovaný let na oběžné dráze kolem Měsíce zatím bez lunárního modulu.